# غبريال الخامس (بابا الإسكندرية)
غبريال الخامس، بابا الإسكندرية وبطريرك الكرازة المرقسية للأقباط الأرثوذكس رقم 88، أصله من مدينة الجيزة. وأقام بطريركاً 17 سنة و8 أشهر و12 يوماً، في الفترة من 25 يوليو 1409 م حتى 3 يناير 1427 م، وتوفي. وخلا الكرسي بعده 4 أشهر و8 أيام.